# Plumatella philippinensis
Plumatella philippinensis is een mosdiertjessoort uit de familie van de Plumatellidae. De wetenschappelijke naam van de soort is voor het eerst geldig gepubliceerd in 1914 door Kraepelin.